# Utah Mammoth
Utah Mammoth é uma equipe de hóquei no gelo disputando a National Hockey League, sediada em Salt Lake City, Utah. A equipe surgiu em 2024 quando o dono do Utah Jazz, Ryan Smith, adquiriu os recursos do Arizona Coyotes, relocando a equipe em si enquanto a outra franquia entrava em dormência com a possibilidade de reativação. O time divide com o Jazz o ginásio Delta Center. Tendo em vista um cronograma apertado, jogou sua temporada de estreia em 2024-25 com um nome — Utah Hockey Club —, esquema de cores e mascote temporário, enquanto planejava criar uma identidade definitiva para a temporada 2025-26. Depois de jogar uma temporada inteira com o nome temporário Utah Hockey Club, uma votação dos fãs levou ao nome permanente de Utah Mammoth, que foi revelado em 7 de maio de 2025.

## Registro de cada temporada
Esta é uma lista das temporadas concluídas pelo Utah Mammoth.
Legenda: GP = Jogos disputados, W = Vitórias, L = Derrotas, OTL = Derrotas na prorrogação, Pts = Pontos, GF = Gols a favor, GA = Gols contra.
| Temporada | GP | W  | L  | OTL | Pts | GF  | GA  | Finalizou (divisão) | Playoffs           |
| --------- | -- | -- | -- | --- | --- | --- | --- | ------------------- | ------------------ |
| 2024–25   | 82 | 38 | 31 | 13  | 89  | 240 | 247 | 6º, Central         | Não se classificou |